# Jeanne Royannez

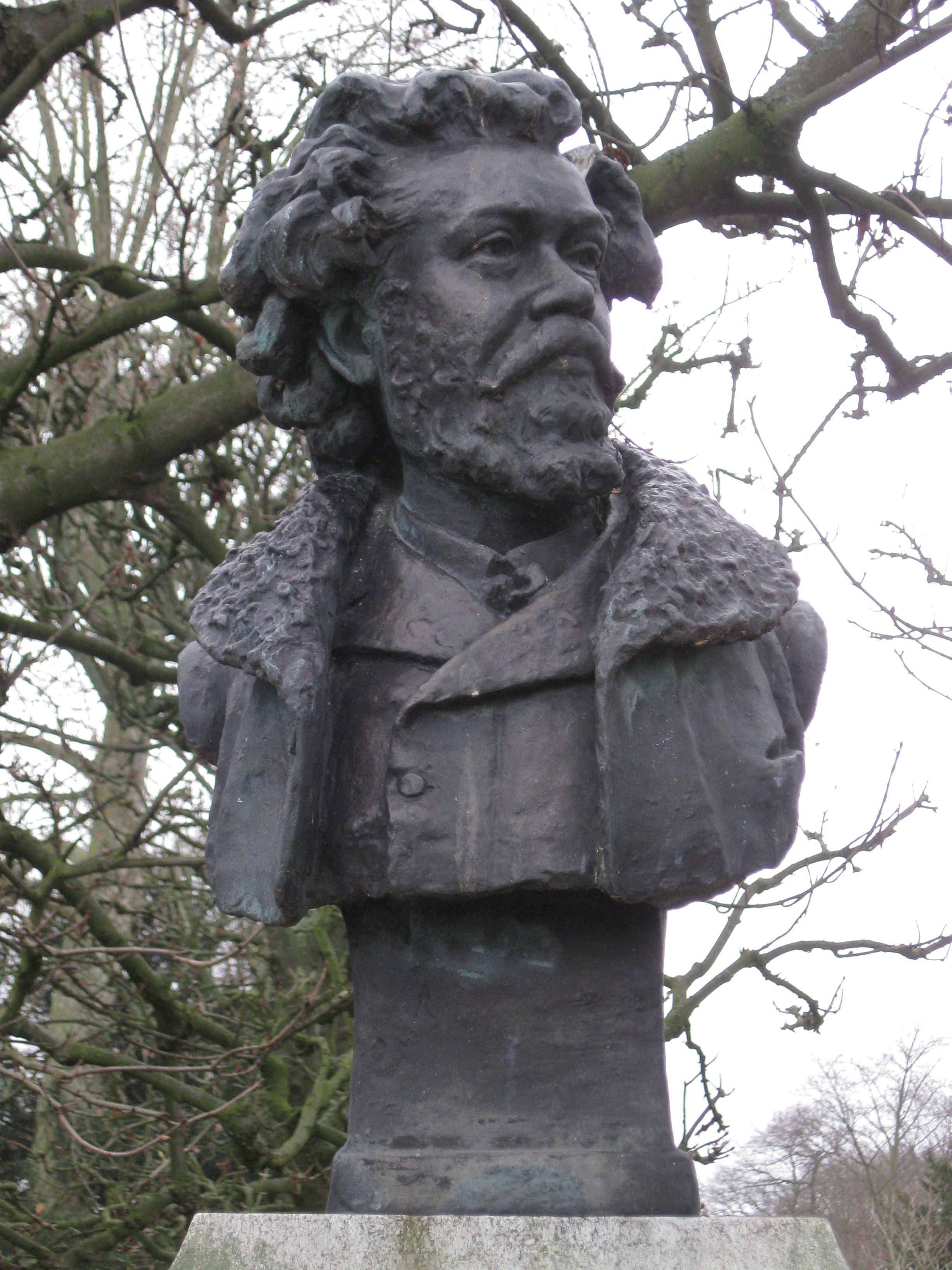
Clovis Hugues, porträtterad av Jeanne Royannez.

Jeanne Royannez, född 5 november 1855 i Paris, död där 6 maj 1932, var en fransk skulptör. Hon var gift med Clovis Hugues. 
Jeanne Royannez dödade 1884 med revolverskott en tidningsman, som utspritt lögnaktiga rykten om henne, men frikändes av juryn. Hon ställde ut en Jeanne de Valbelle och byster av sin man med mera.